# Charles Avery (historien de l'art)
Pour les articles homonymes, voir Charles Avery et Avery.
Charles Avery est un historien de l'art britannique. Il est conservateur du département des sculptures au Victoria and Albert Museum de 1966 à 1979 et marchant d'art chez Christie's de 1979 à 1990, spécialisé dans la renaissance italienne, sujet sur lequel il a écrit différents ouvrages.